# Sergio Balanzino
Sergio Silvio Balanzino (Bologna, 20 giugno 1934 – Bruxelles, 25 febbraio 2018) è stato un diplomatico italiano.
Segretario generale della NATO dal 13 agosto 1994 al 17 ottobre 1994 e dal 20 ottobre 1995 al 5 dicembre 1995, carica ricoperta ad interim. In precedenza ha ricoperto altre cariche diplomatiche come Ambasciatore italiano in Canada dal maggio 1990 al gennaio 1994.

## Biografia
Laureato in giurisprudenza all'Università di Bologna, entra in diplomazia in seguito a concorso nel 1959 e presta servizio al Ministero degli Esteri nella Direzione Generale degli Affari economici. Successivamente presta servizio a Parigi presso la Rappresentanza d'Italia all'OCSE, in vari Consolati in Svizzera e all'Ambasciata a Nairobi.
È stato Primo Consigliere ad Atene dal 1975 al 1978, console ad Ottawa fino al 1980 e ambasciatore d'Italia in Canada dal 1990 al 1994 nominato dal sesto governo Andreotti.
Nel febbraio 1994 viene nominato vice-segretario generale della NATO, dove rimane fino al 2001. Durante la malattia terminale del segretario generale Manfred Wörner nel 1994 e dopo le dimissioni del suo successore Willy Claes nel 1995, assume per brevi periodi l'interim della segreteria generale della NATO.
Ha insegnato al campus della Loyola University Chicago a Roma.